# Paul Wesenfeld
Paul Hermann Wesenfeld (* 27. September 1869 in Barmen (heute Stadtteil von Wuppertal) im Rheinland; † 27. November 1945 in Freiburg im Breisgau) war ein deutscher Industrieller und Politiker (DNVP).

## Familie
Paul Wesenfeld entstammte einer Fabrikantenfamilie aus Barmen im Rheinland. Der Hochschullehrer Arnold Wesenfeld zählte zu seinen direkten Vorfahren. Er wurde am 27. September 1869 als Sohn des Politikers und Fabrikbesitzers Carl Ludwig Wesenfeld (1816–1883) und dessen Frau Emilie Siebel (1840–1922), der Tochter des Fabrikanten Carl August Siebel (1805–1888), in Barmen geboren. Sein Halbbruder  Carl Ludwig Wesenfeld trug durch eine spezielle Erfindung zur weltweiten Verbreitung des Wellblechs bei. 1895 heiratete Paul Wesenfeld Hildegard Klein (* 1875), die Tochter des Barmer Fabrikanten Georg Klein (1843–1901).

## Leben
Wesenfeld studierte ab 1888 Rechtswissenschaften an der Université de Lausanne, der Universität Straßburg und der Rheinischen Friedrich-Wilhelms-Universität Bonn. Seit dem Sommersemester 1888 war er Mitglied der Studentenverbindung Société d’Étudiants Germania Lausanne.  1891 absolvierte er das juristische Referendarexamen und wurde zum Doktor der Rechte promoviert. 1895 schloss er das Studium der Rechtswissenschaften mit dem Assessorexamen ab und ließ sich zunächst als Rechtsanwalt und Notar in Barmen im Rheinland nieder, wo ihm der Titel Justizrat verliehen wurde. Seit dem Jahr 1900 gehörte er als Stadtverordneter fast 30 Jahre lang dem Stadtrat der Stadt Barmen an, welche seit etwa 1884 mit 60.000 Einwohnern zu einer Großstadt herangewachsen war. Sein Amt endete, als 1929 aus dem Zusammenschluss Barmens mit weiteren Städten und Gemeinden die Stadt Wuppertal gegründet wurde.
Im Jahre 1920 wurde er zum Abgeordneten des Provinziallandtages der Rheinprovinz und zum Mitglied des Provinzialausschusses mit Sitz in Düsseldorf gewählt, dem er 13 Jahre lang bis 1933 angehörte. 1921 war er Vizepräsident des Provinziallandtags. Außerdem wurde er 1921 zum Abgeordneten des Preußischen Staatsrats, der zweiten Kammer des Parlaments des Freistaats Preußen gewählt, dem er 12 Jahre lang bis zu dessen Auflösung im Jahre 1933 angehörte. Dort wirkte er unter anderem als Vorsitzender des Verfassungsausschusses. 1929 wurde er zudem vom Landeskirchenausschuss der evangelischen Kirche der Altpreußischen Union zum Mitglied der Generalsynode berufen.
Nach seinem Ausscheiden aus der Politik im Jahre 1933 war er als Aufsichtsratsvorsitzender des traditionsreichen deutschen Textilunternehmens J. P. Bemberg AG in Wuppertal sowie als Aufsichtsratsmitglied und Mitglied des Landesausschusses Westdeutschland der Commerz- und Privat-Bank tätig.